# Хартвиг, Эрнст
Карл Эрнст Альбрехт Хартвиг (нем. Carl Ernst Albrecht Hartwig; 14 января 1851, Франкфурт-на-Майне, Вольный город Франкфурт — 3 мая 1923, Бамберг) — немецкий астроном.

## Биография
Родился 14 января 1851 года во Франкфурте. Изучал математику, физику и астрономию в Эрлангене (1869), Лейпциге (1870), Гёттингене и Мюнхене (1872—1873).
С 1874 года работал ассистентом в обсерватории в Страсбурге, где в 1880 году получил степень доктора философии за диссертацию «Beitrag zur Bestimmung der physischen Libration des Mondes» (о либрации Луны).
В 1884—1886 годах был астрономом-наблюдателем в Дерптской обсерватории. В конце 1886 года переехал в Бамберг, где в 1887 году стал директором обсерватории Ремейса.
20 августа 1885 года Хартвиг открыл новую звезду SN 1885A (S Андромеды) в Галактике Андромеды, которая стала первой сверхновой, когда-либо наблюдаемой за пределами галактики Млечный Путь.
Ему также приписывают открытие трёх параболических и гиперболических комет (C/1879 Q2, C/1880 S1 и C/1886 T1). В 1882 году Хартвиг наблюдал прохождение Венеры по диску Солнца в Аргентине. Во время наблюдения за кометой 6P/д’Appe в 1883 году в Страсбургской обсерватории он обнаружил пять новых туманностей, внесённых в Новый общий каталог.
В 1902 году Французская академия наук наградила Хартвига премией Вальца за гелиометрические наблюдения и работу над переменными звездами. В честь астронома названы лунный кратер и кратер на Марсе.
Умер 3 мая 1923 года в Бамберге.